# (4599) Rowan
(4599) Rowan est un astéroïde de la ceinture principale.

## Description
(4599) Rowan est un astéroïde de la ceinture principale. Il fut découvert le 5 septembre 1985 à La Silla par Henri Debehogne. Il présente une orbite caractérisée par un demi-grand axe de 3,07 UA, une excentricité de 0,17 et une inclinaison de 3,5° par rapport à l'écliptique.

## Compléments